# Педру Пальма
Педру Пальма (порт. Pedro Palma; 1967–2014) — бразильський журналіст, редактор і видавець газети «Panorama Regional» у місті Мігел-Перейра у штаті Ріо-де-Жанейро. Пальма займався розкриттям корупції в органах місцевого самоврядування.

## Кар'єра
Педру Пальма був засновником, видавцем і редактором газети Panorama Regional, яка вперше вийшла у світ 15 травня 1994. Це була регіоналльна газета, яка поширювалася в місті Мігел-Перейра та в кількох сусідніх муніципалітетах. . Газета часто публікувала статті про порушення в місцевих адміністраціях. За п'ять місяців до смерті Пальма розслідував у «Panorama Regional» випадки корупції, зловживання владою та розкрадання державних кошті мера Клаудіо Валенте, його дружини та секретаря соціального розвитку Кеті Козловскі.

## Смерть
13 лютого 2014 року близько 20:00 на Педру Пальму напали двоє невідомий у шоломах на мотоциклі та вистрілили в нього щонайменше тричі. Дочка Пальми стала свідком вбивства.
Він був одним з 61 журналістів, загиблих у 2014 році. Друг Пальми розповів газеті O Globo, що Пальма отримував погрози протягом багатьох тижнів, але не сприймав їх серйозно. Пальма викривав злочини в офісі мера міста Мігель-Перейра.